# Harold Walden
Harold Adrian Walden (Ambala, Raj Britànic, 10 d'octubre de 1887 - Leeds, West Yorkshire, 2 de desembre de 1955) va ser un futbolista i actor anglès.
Com a futbolista va competir a començament del segle XX com a davanter i en el seu palmarès destaca la medalla d'or en la competició de futbol dels Jocs Olímpics d'Estocolm, el 1912. Pel que fa a clubs, jugà al Halifax Town, Bradford City i Arsenal FC.
Eñ 1902, amb tan sols 14 anys i mig, entrà a l'exèrcit, servint a l'Índia, Irlanda i la Primera Guerra Mundial. En deixar el futbol i l'exèrcit passà va fer de cantant de Music hall, cosa que el va dur a ser molt popular a Anglaterra i a participar en dues pel·lícules.

## Filmografia
- The Winning Goal, dirigida per G.B. Samuelson (1920)
- Cup-Tie Honeymoon, dirigida per John E. Blakeley (1948)